# 7008 Pavlov

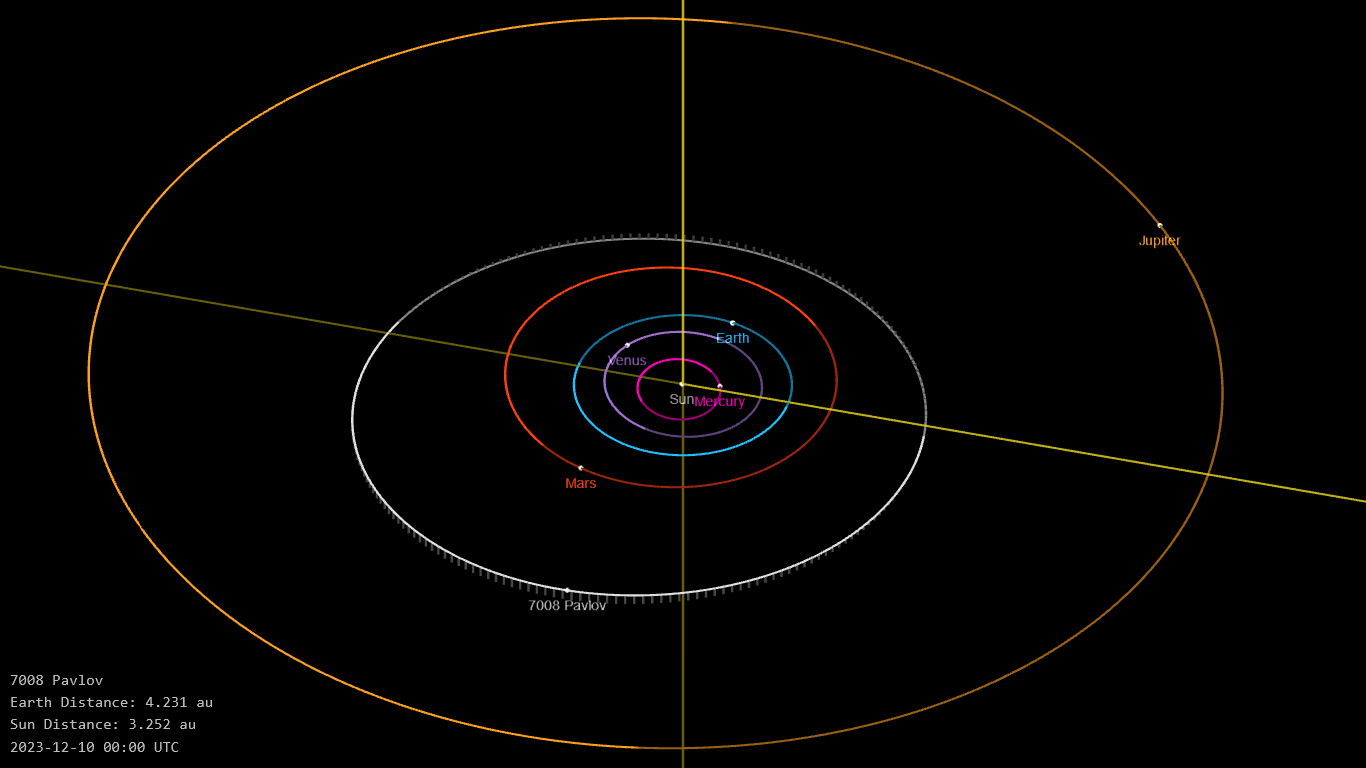

7008 Pavlov è un asteroide della fascia principale. Scoperto nel 1985, presenta un'orbita caratterizzata da un semiasse maggiore pari a 2,6774959 UA e da un'eccentricità di 0,2389289, inclinata di 1,91368° rispetto all'eclittica.